# Film 1
Film 1 is een Belgische misdaadfilm uit 1999 naar een scenario en in een regie van Willem Wallyn. De film wisselt fictie af met historisch beeldmateriaal en speelt zich af tijdens het proces rond het Agustaschandaal in de jaren 1990. 
De regisseur is de zoon van Luc Wallyn, die als kopstuk binnen de Socialistische Partij in deze zaak werd veroordeeld voor het ontvangen van smeergeld. Willem Wallyn ergerde zich aan de houding van de pers in de hele zaak. Sommige acteurs spelen zichzelf waaronder Luc Wallyn en de bevriende muzikanten van De Mens. 

## Verhaal
Willem Wallyn komt hard in contact met sterjournalist Johannes Van Buren en zal deze gedurende de periode van het proces uit wraak gijzelen.

## Rolverdeling
| Acteur              | Personage                          |
| ------------------- | ---------------------------------- |
| Peter Van den Begin | Willem Wallyn                      |
| Carl Ridders        | Jacques                            |
| Herbert Flack       | Johannes Van Buren                 |
| Dora van der Groen  | Moeder Van Buren                   |
| Luc Wallyn          | zichzelf                           |
| Fujio Ishimaru      | zichzelf, buitenlands verslaggever |
| Pascale Bal         | zichzelf                           |
| Sylvia Kristel      | patron                             |
| Frank Vander linden | zichzelf, zanger van De Mens       |
| David Steegen       | zichzelf                           |
| Doris Van Caneghem  | beerputvrouw                       |
| Daniël Van Avermaet | meneer Van Avermaet                |
| Tine Van den Brande | mevrouw Van Avermaet               |
| Stany Crets         | advocaat                           |

|Silvia Claes||advocaat